# Oedothorax alascensis
Oedothorax alascensis là một loài nhện trong họ Linyphiidae.
Loài này thuộc chi Oedothorax. Oedothorax alascensis được Richard C. Banks miêu tả năm 1900.